# Cutzamala de Pinzón
Cutzamala de Pinzón là một đô thị thuộc bang Guerrero, México. Năm 2005, dân số của đô thị này là 20730 người.